# High Bandwidth Memory
High Bandwidth Memory (zkratka HBM), česky „vysokovýkonnostní paměť“, je nový druh 3D pamětí, který překonává všechny dosavadní typy pamětí v mnohých parametrech. Původní využití bylo zaměřeno pouze na využití u čipů grafických karet jako nástupce GDDR5, v budoucnu však může nahradit i běžné DDR4 paměti, nakonec je plánováno využití i jako rychlé cache procesorů[zdroj?].

## Vývoj
Firma AMD začala na vývoji pracovat už v roce 2008, kdy se snažila o řešení neustále se zvyšujících požadavků na prostupnost moderních pamětí. Později AMD začalo spolupracovat s SK Hynix a UMC. První prototypy se objevovaly až v roce 2015. 19. 1. 2016. Samsung oznámil masovou produkci. Masový prodej má být zahájen v létě 2016 a to konkrétně u grafických karet.

## Parametry

### HBM 1
- Rychlost až 128GB/s na jednu vrstvu, však s omezením kapacity 4GB na jeden čip ze čtyř vrstev čili s celkovou rychlostí 4 x 128 = 512 GB/s
- Velmi nízká spotřeba
- Velmi efektivní oproti GDDR5, což umožňuje jednotlivé čipy skládat na sebe
- Čip HBM o kapacitě 1GB může být osazen na plochu neuvěřitelných  35 mm², což je 19× méně než potřebuje čip GDDR5 o stejné kapacitě (672 mm²)
- Čip je tenký pouze 100 mikronů (jako papír), takže i když se tyto čipy skládají na sebe po čtyřech rozměry jsou pořád malé

### HBM 2
- Revoluce však přichází až s druhou generací těchto pamětí, která je 2× rychlejší než první generace a dosahuje prostupnosti až 256 GB/s s jedním čipem
- Čipy nyní mohou mít kapacitu až 8GB (osm 1GB vrstev) pro high-end je již v plánu 16GB varianty (dva čipy po osm vrstvách nebo jiné kombinace)
- Budoucnost předpokládá rychlosti v řádech terabajtů za sekundu (limit pro kapacitu je stanoven prozatím na 48GB s maximální teoretickou rychlostí 12TB/s)
- Dvojnásobný poměr prostupnosti ku spotřebě (GB : Watt) oproti GDDR5

## Výrobci
- Samsung
- JEDEC
- SK Hynix
- Advanced Micro Devices